# Paris–Nizza 2015
Das Radrennen Paris–Nizza 2015 war die 73. Austragung dieser Radrundfahrt und fand vom 8. bis 15. März 2015 statt. Das Etappenrennen war Teil der UCI WorldTour 2015 und innerhalb dieser das zweite von 28 Rennen. Die Rundfahrt wurde mit einem Prolog als Einzelzeitfahren in Maurepas gestartet. Das Rennen umfasste neben dem Prolog sieben weitere Etappen und endete nach 1144,7 Kilometern auf dem Col d’Èze in der Nähe von Nizza. Sieger der Gesamtwertung war der Australier Richie Porte aus dem britischen Mannschaft Team Sky vor dem Polen Michał Kwiatkowski aus der belgischen Mannschaft Etixx-Quick Step und dem Slowenen Simon Špilak aus der russischen Mannschaft Katusha.
Für Richie Porte war es bereits der zweite Sieg bei Paris–Nizza nach 2013. Außerdem war es gleichzeitig der zweite australische Sieg bei diesem Rennen.
Sieger der Punktewertung war der Australier Michael Matthews aus der australischen Mannschaft Orica GreenEdge. Die Bergwertung entschied der Belgier Thomas De Gendt aus der belgischen Mannschaft Lotto Soudal für sich. Bester Nachwuchsfahrer war Michał Kwiatkowski als Zweiter der Gesamtwertung. Die Teamwertung gewann die britische Mannschaft Sky.

## Teilnehmer
| 17 UCI WorldTeams AG2R La Mondiale (ALM) Astana Pro Team (AST) BMC Racing Team (BMC) Etixx-Quick Step (EQS) FDJ (FDJ) IAM Cycling (IAM) | Team Katusha (KAT) Lampre-Merida (LAM) Lotto Soudal (LTS) Movistar Team (MOV) Orica GreenEdge (OGE) Team Sky (SKY) | Team Cannondale-Garmin (TCG) Tinkoff-Saxo (TCS) Trek Factory Racing (TFR) Team Giant-Alpecin (TGA) Team Lotto NL-Jumbo (TLJ) |
| 3 UCI Professional Continental Teams Bretagne-Séché Environnement (BSE)                                                                 | Cofidis, Solutions Crédits (COF)                                                                                   | Team Europcar (EUC) |

Startberechtigt waren die 17 UCI WorldTeams der Saison 2015. Zusätzlich vergab der Veranstalter Wildcards an drei UCI Professional Continental Teams. Die 20 teilnehmenden Mannschaften traten mit jeweils acht Fahrern an. Dadurch ergab sich ein Starterfeld von insgesamt 160 Fahrern aus 29 Nationen. In die Wertung der Nachwuchsfahrer fielen jene Athleten, die seit dem 1. Januar 1990 geboren waren. In dieser Wertung fuhren demnach 35 Fahrer, etwa 22 Prozent des Starterfeldes. Unter den Fahrern befanden sich fünf Deutsche, zwei Österreicher und fünf Schweizer.

## Etappenübersicht
| Etappe         | Datum             | Strecke                                             | Typ                 | km     | Etappensieger            | Maillot Jaune            |
| -------------- | ----------------- | --------------------------------------------------- | ------------------- | ------ | ------------------------ | ------------------------ |
| Prolog         | So, 8. März 2015  | Maurepas – Maurepas                                 | Einzelzeitfahren    | 0006,7 | Michał Kwiatkowski (EQS) | Michał Kwiatkowski (EQS) |
| 1              | Mo, 9. März 2015  | Saint-Rémy-lès-Chevreuse – Contres                  | Flachetappe         | 0196,5 | Alexander Kristoff (KAT) | Michał Kwiatkowski (EQS) |
| 2              | Di, 10. März 2015 | Saint-Aignan – Saint-Amand-Montrond                 | Flachetappe         | 0172,0 | André Greipel (LTS)      | Michał Kwiatkowski (EQS) |
| 3              | Mi, 11. März 2015 | Saint-Amand-Montrond – Saint-Pourçain-sur-Sioule    | Flachetappe         | 0179,0 | Michael Matthews (OGE)   | Michael Matthews (OGE)   |
| 4              | Do, 12. März 2015 | Varennes-sur-Allier – Col de la Croix de Chaubouret | Hochgebirgsetappe   | 0204,0 | Richie Porte (SKY)       | Michał Kwiatkowski (EQS) |
| 5              | Fr, 13. März 2015 | Saint-Étienne – Rasteau                             | Mittelgebirgsetappe | 0192,5 | Davide Cimolai (LAM)     | Michał Kwiatkowski (EQS) |
| 6              | Sa, 14. März 2015 | Vence – Nice                                        | Hochgebirgsetappe   | 0184,5 | Tony Gallopin (LTS)      | Tony Gallopin (LTS)      |
| 7              | So, 15. März 2015 | Nice – Col d’Èze                                    | Einzelzeitfahren    | 0009,5 | Richie Porte (SKY)       | Richie Porte (SKY)       |
| Gesamtdistanz: | Gesamtdistanz:    | Gesamtdistanz:                                      | Gesamtdistanz:      | 1144,7 |                          |                          |

## Etappen

### Prolog

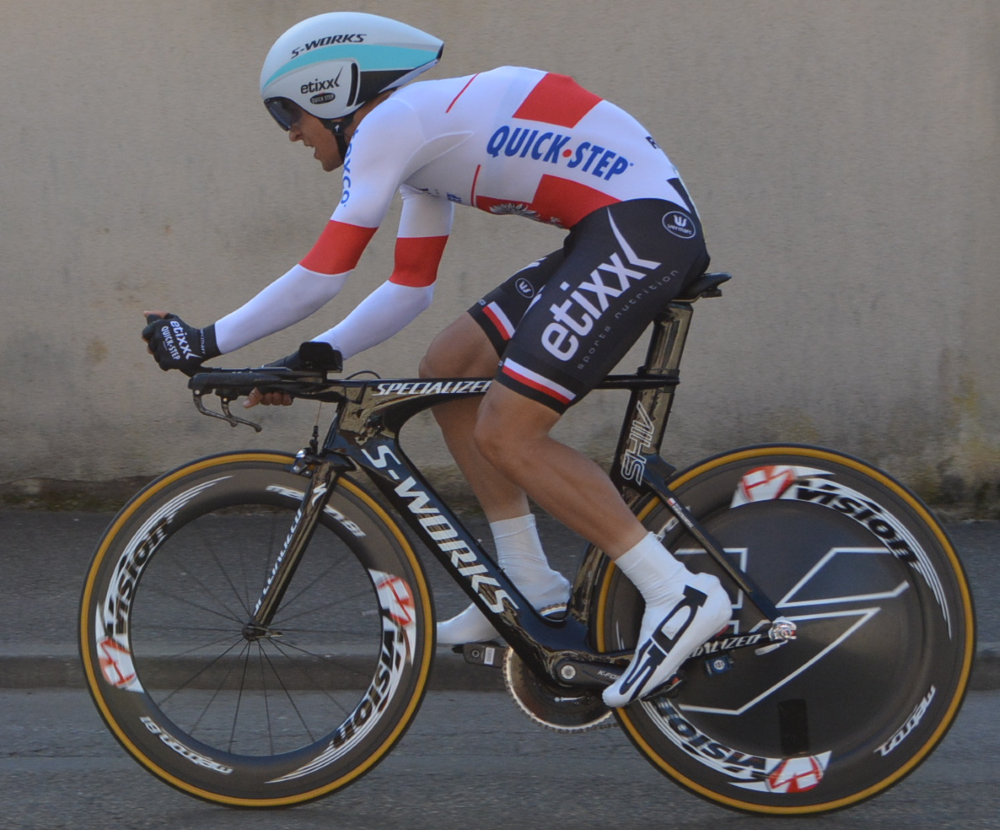
Tagessieger Michał Kwiatkowski während des Prologs im Trikot des polnischen Landesmeisters

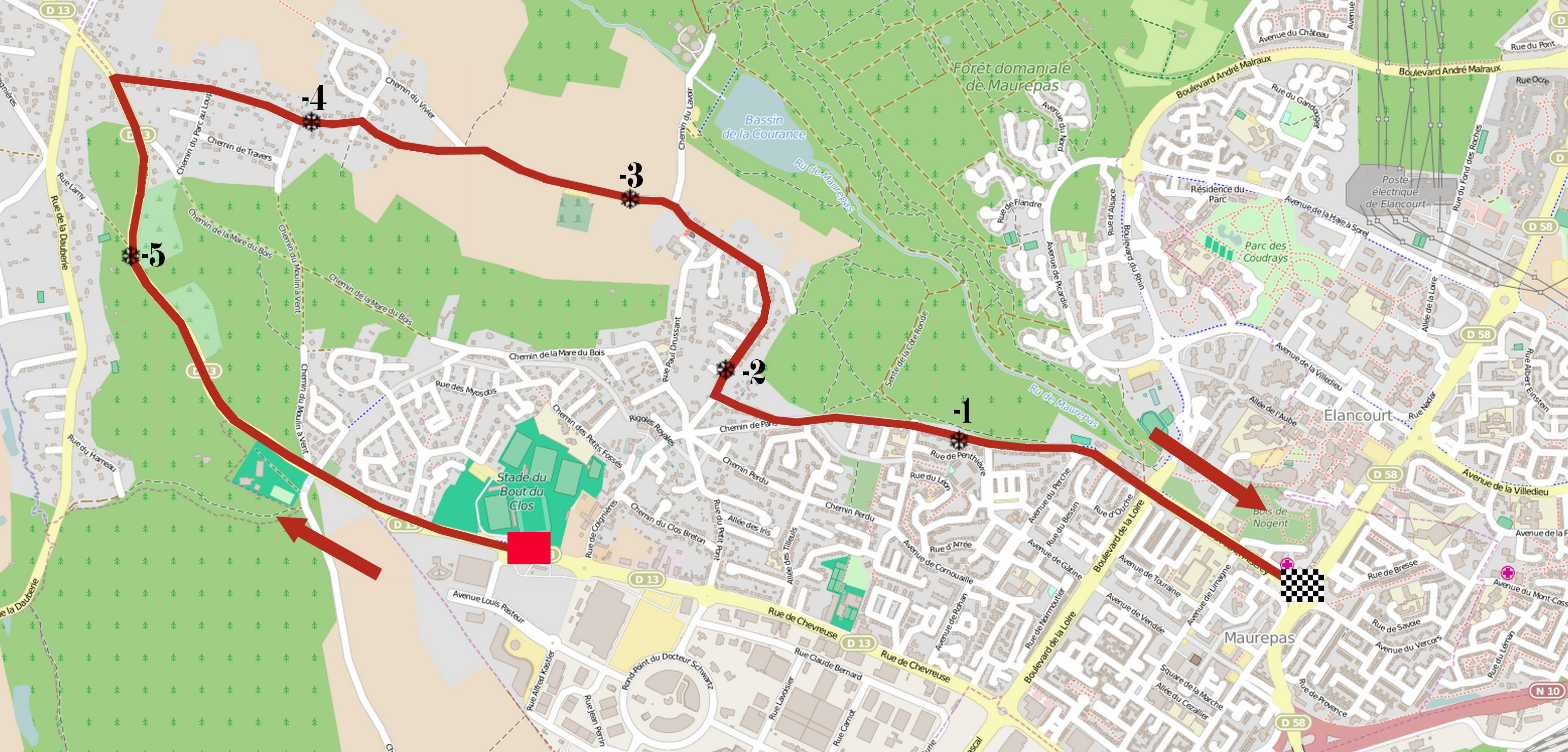
Streckenverlauf des Prologs

Der Prolog fand am 8. März statt und führte als Einzelzeitfahren über 6,7 Kilometer durch Maurepas. Zum Prolog gingen alle 160 gemeldeten Fahrer an den Start, die auch alle im Ziel angekommen sind. Der Prolog wurde von Michał Kwiatkowski (EQS) vor Rohan Dennis (BMC) und Tony Martin (EQS) gewonnen. Kwiatkowski übernahm damit die Führung in der Gesamt-, in der Punkte- und in der Nachwuchswertung. Da es keine Bergwertung während des Prologs gab, gab es auch keinen Führenden in der Bergwertung. Beste Mannschaft war das Team BMC.
| Platz | Fahrer             | Nation | Team               | Zeit                   |
| ----- | ------------------ | ------ | ------------------ | ---------------------- |
| 01.   | Michał Kwiatkowski | POL    | Etixx-Quick Step   | 7:40 min (52,435 km/h) |
| 02.   | Rohan Dennis       | AUS    | BMC Racing Team    | gleiche Zeit           |
| 03.   | Tony Martin        | GER    | Etixx-Quick Step   | + 0:07 min             |
| 04.   | Luis León Sánchez  | ESP    | Astana Pro Team    | + 0:10 min             |
| 05.   | Lars Boom          | NED    | Astana Pro Team    | gleiche Zeit           |
| 06.   | John Degenkolb     | GER    | Team Giant-Alpecin | gleiche Zeit           |
| 07.   | Sylvain Chavanel   | FRA    | IAM Cycling        | gleiche Zeit           |
| 08.   | Michael Matthews   | AUS    | Orica GreenEdge    | + 0:12 min             |
| 09.   | Tom Dumoulin       | NED    | Team Giant-Alpecin | + 0:13 min             |
| 10.   | Geraint Thomas     | GBR    | Team Sky           | + 0:14 min             |

| Platz | Fahrer             | Nation | Team               | Zeit                   |
| ----- | ------------------ | ------ | ------------------ | ---------------------- |
| 01.   | Michał Kwiatkowski | POL    | Etixx-Quick Step   | 7:40 min (52,435 km/h) |
| 02.   | Rohan Dennis       | AUS    | BMC Racing Team    | gleiche Zeit           |
| 03.   | Tony Martin        | GER    | Etixx-Quick Step   | + 0:07 min             |
| 04.   | Luis León Sánchez  | ESP    | Astana Pro Team    | + 0:10 min             |
| 05.   | Lars Boom          | NED    | Astana Pro Team    | gleiche Zeit           |
| 06.   | John Degenkolb     | GER    | Team Giant-Alpecin | gleiche Zeit           |
| 07.   | Sylvain Chavanel   | FRA    | IAM Cycling        | gleiche Zeit           |
| 08.   | Michael Matthews   | AUS    | Orica GreenEdge    | + 0:12 min             |
| 09.   | Tom Dumoulin       | NED    | Team Giant-Alpecin | + 0:13 min             |
| 10.   | Geraint Thomas     | GBR    | Team Sky           | + 0:14 min             |

### 1. Etappe
Die erste Etappe fand am 9. März statt und führte als Flachetappe über 196,5 Kilometer von Saint-Rémy-lès-Chevreuse nach Contres. Während der Strecke gab es zwei Sprintwertungen sowie eine Bergwertung der dritten Kategorie. Zur ersten Etappe gingen noch 159 Fahrer an den Start, von denen wiederum 158 im Ziel angekommen sind. Die Etappe wurde von Alexander Kristoff (KAT) vor Nacer Bouhanni (COF) und Bryan Coquard (EUC) gewonnen. Kwiatkowski verteidigte seine Führung in der Gesamt-, in der Punkte- und in der Nachwuchswertung. Die Bergwertung gewann Jonathan Hivert (BSE), der damit das Trikot des besten Bergfahrers eroberte. Beste Mannschaft nach der Etappe war weiterhin das Team BMC.
| Platz | Fahrer             | Nation | Team                       | Zeit                    |
| ----- | ------------------ | ------ | -------------------------- | ----------------------- |
| 01.   | Alexander Kristoff | NOR    | Team Katusha               | 5:15:18 h (37,393 km/h) |
| 02.   | Nacer Bouhanni     | FRA    | Cofidis, Solutions Crédits | gleiche Zeit            |
| 03.   | Bryan Coquard      | FRA    | Team Europcar              | gleiche Zeit            |
| 04.   | Heinrich Haussler  | AUS    | IAM Cycling                | gleiche Zeit            |
| 05.   | Giacomo Nizzolo    | ITA    | Trek Factory Racing        | gleiche Zeit            |
| 06.   | José Joaquín Rojas | ESP    | Movistar Team              | gleiche Zeit            |
| 07.   | Moreno Hofland     | NED    | Team Lotto NL-Jumbo        | gleiche Zeit            |
| 08.   | Niccolò Bonifazio  | ITA    | Lampre-Merida              | gleiche Zeit            |
| 09.   | Ben Swift          | GBR    | Team Sky                   | gleiche Zeit            |
| 10.   | Michael Matthews   | AUS    | Orica GreenEdge            | gleiche Zeit            |

| Platz | Fahrer             | Nation | Team               | Zeit                    |
| ----- | ------------------ | ------ | ------------------ | ----------------------- |
| 01.   | Michał Kwiatkowski | POL    | Etixx-Quick Step   | 5:22:58 h (37,750 km/h) |
| 02.   | Rohan Dennis       | AUS    | BMC Racing Team    | gleiche Zeit            |
| 03.   | Tony Martin        | GER    | Etixx-Quick Step   | + 0:07 min              |
| 04.   | John Degenkolb     | GER    | Team Giant-Alpecin | + 0:09 min              |
| 05.   | Luis León Sánchez  | ESP    | Astana Pro Team    | + 0:10 min              |
| 06.   | Lars Boom          | NED    | Astana Pro Team    | gleiche Zeit            |
| 07.   | Michael Matthews   | AUS    | Orica GreenEdge    | gleiche Zeit            |
| 08.   | Sylvain Chavanel   | FRA    | IAM Cycling        | gleiche Zeit            |
| 09.   | Tom Dumoulin       | NED    | Team Giant-Alpecin | + 0:13 min              |
| 10.   | Geraint Thomas     | GBR    | Team Sky           | gleiche Zeit            |

### 2. Etappe
Die zweite Etappe fand am 10. März statt und führte als Flachetappe über 172 Kilometer von Saint-Aignan nach Saint-Amand-Montrond. Während der Strecke gab es zwei Sprintwertungen sowie eine Bergwertung der dritten Kategorie. Zur zweiten Etappe gingen noch 158 Fahrer an den Start, die auch alle im Ziel angekommen sind. Die Etappe wurde von André Greipel (LTS) vor Arnaud Démare (FDJ) und John Degenkolb (TGA) gewonnen. Kwiatkowski verteidigte seine Führung in der Gesamt- und in der Nachwuchswertung. Der Führende in der Bergwertung blieb Jonathan Hivert (BSE). Die Führungsposition in der Punktewertung eroberte Alexander Kristoff (KAT). Beste Mannschaft nach der Etappe war weiterhin das Team BMC.
| Platz | Fahrer             | Nation | Team                       | Zeit                    |
| ----- | ------------------ | ------ | -------------------------- | ----------------------- |
| 01.   | André Greipel      | GER    | Lotto Soudal               | 4:30:18 h (38,180 km/h) |
| 02.   | Arnaud Démare      | FRA    | FDJ                        | gleiche Zeit            |
| 03.   | John Degenkolb     | GER    | Team Giant-Alpecin         | gleiche Zeit            |
| 04.   | Michael Matthews   | AUS    | Orica GreenEdge            | gleiche Zeit            |
| 05.   | José Joaquín Rojas | ESP    | Movistar Team              | gleiche Zeit            |
| 06.   | Nacer Bouhanni     | FRA    | Cofidis, Solutions Crédits | gleiche Zeit            |
| 07.   | Moreno Hofland     | NED    | Team Lotto NL-Jumbo        | gleiche Zeit            |
| 08.   | Alexander Kristoff | NOR    | Team Katusha               | gleiche Zeit            |
| 09.   | Jonas Vangenechten | BEL    | IAM Cycling                | gleiche Zeit            |
| 10.   | Niccolò Bonifazio  | ITA    | Lampre-Merida              | gleiche Zeit            |

| Platz | Fahrer             | Nation | Team               | Zeit                    |
| ----- | ------------------ | ------ | ------------------ | ----------------------- |
| 01.   | Michał Kwiatkowski | POL    | Etixx-Quick Step   | 9:53:16 h (37,946 km/h) |
| 02.   | Rohan Dennis       | AUS    | BMC Racing Team    | gleiche Zeit            |
| 03.   | John Degenkolb     | GER    | Team Giant-Alpecin | + 0:02 min              |
| 04.   | Tony Martin        | GER    | Etixx-Quick Step   | + 0:07 min              |
| 05.   | Michael Matthews   | AUS    | Orica GreenEdge    | + 0:09 min              |
| 06.   | Luis León Sánchez  | ESP    | Astana Pro Team    | + 0:10 min              |
| 07.   | Lars Boom          | NED    | Astana Pro Team    | gleiche Zeit            |
| 08.   | Sylvain Chavanel   | FRA    | IAM Cycling        | gleiche Zeit            |
| 09.   | Tom Dumoulin       | NED    | Team Giant-Alpecin | + 0:13 min              |
| 10.   | Geraint Thomas     | GBR    | Team Sky           | gleiche Zeit            |

### 3. Etappe
Die dritte Etappe fand am 11. März statt und führte als Flachetappe über 179 Kilometer von Saint-Amand-Montrond nach Saint-Pourçain-sur-Sioule. Während der Strecke gab es zwei Sprintwertungen sowie drei Bergwertungen der dritten Kategorie. Zur dritten Etappe gingen noch 158 Fahrer an den Start, von denen wiederum 157 im Ziel angekommen sind. Die Etappe wurde von Michael Matthews (OGE) vor Davide Cimolai (LAM) und Giacomo Nizzolo (TFR) gewonnen. Michael Matthews konnte mit seinem Etappensieg und den damit verbundenen Zeitbonifikationen die Führung in der Gesamt- und – da er als Nachwuchsfahrer startete – auch in der Nachwuchswertung übernehmen. Außerdem war er der neue Führende in der Punktewertung. Die Führungsposition in der Bergwertung eroberte Philippe Gilbert (BMC). Beste Mannschaft nach der Etappe war weiterhin das Team BMC.
| Platz | Fahrer             | Nation | Team                       | Zeit                    |
| ----- | ------------------ | ------ | -------------------------- | ----------------------- |
| 01.   | Michael Matthews   | AUS    | Orica GreenEdge            | 4:32:12 h (39,456 km/h) |
| 02.   | Davide Cimolai     | ITA    | Lampre-Merida              | gleiche Zeit            |
| 03.   | Giacomo Nizzolo    | ITA    | Trek Factory Racing        | gleiche Zeit            |
| 04.   | Alexander Kristoff | NOR    | Team Katusha               | gleiche Zeit            |
| 05.   | José Joaquín Rojas | ESP    | Movistar Team              | gleiche Zeit            |
| 06.   | Matti Breschel     | DEN    | Tinkoff-Saxo               | gleiche Zeit            |
| 07.   | Moreno Hofland     | NED    | Team Lotto NL-Jumbo        | gleiche Zeit            |
| 08.   | Nacer Bouhanni     | FRA    | Cofidis, Solutions Crédits | gleiche Zeit            |
| 09.   | Bryan Coquard      | FRA    | Team Europcar              | gleiche Zeit            |
| 10.   | Arnaud Démare      | FRA    | FDJ                        | gleiche Zeit            |

| Platz | Fahrer             | Nation | Team               | Zeit                     |
| ----- | ------------------ | ------ | ------------------ | ------------------------ |
| 01.   | Michael Matthews   | AUS    | Orica GreenEdge    | 14:25:27 h (38,422 km/h) |
| 02.   | Michał Kwiatkowski | POL    | Etixx-Quick Step   | + 0:01 min               |
| 03.   | Rohan Dennis       | AUS    | BMC Racing Team    | gleiche Zeit             |
| 04.   | John Degenkolb     | GER    | Team Giant-Alpecin | + 0:03 min               |
| 05.   | Tony Martin        | GER    | Etixx-Quick Step   | + 0:08 min               |
| 06.   | Luis León Sánchez  | ESP    | Astana Pro Team    | + 0:11 min               |
| 07.   | Sylvain Chavanel   | FRA    | IAM Cycling        | gleiche Zeit             |
| 08.   | Tom Dumoulin       | NED    | Team Giant-Alpecin | + 0:14 min               |
| 09.   | Geraint Thomas     | GBR    | Team Sky           | gleiche Zeit             |
| 10.   | Philippe Gilbert   | BEL    | BMC Racing Team    | gleiche Zeit             |

### 4. Etappe
Die vierte Etappe fand am 12. März statt und führte als Hochgebirgsetappe über 204 Kilometer von Varennes-sur-Allier auf den Col de la Croix de Chaubouret. Während der Strecke gab es zwei Sprintwertungen sowie eine Bergwertungen der ersten, zwei der zweiten und fünf der dritten Kategorie, also insgesamt acht Bergwertungen. Zur vierten Etappe gingen noch 157 Fahrer an den Start, von denen wiederum 156 im Ziel angekommen sind. Die Etappe wurde von Richie Porte (SKY) vor Geraint Thomas (SKY) und Michał Kwiatkowski (EQS) gewonnen. Kwiatkowski holte sich damit die Führung in der Gesamt- und in der Nachwuchswertung von Michael Matthews (OGE) zurück. Die Führungsposition in der Punktewertung konnte Matthews aber verteidigen. Der neue Führende in der Bergwertung war Thomas De Gendt (LTS). Beste Mannschaft nach der Etappe war nun das Team Astana
| Platz | Fahrer             | Nation | Team             | Zeit                    |
| ----- | ------------------ | ------ | ---------------- | ----------------------- |
| 01.   | Richie Porte       | AUS    | Team Sky         | 5:18:39 h (38,412 km/h) |
| 02.   | Geraint Thomas     | GBR    | Team Sky         | gleiche Zeit            |
| 03.   | Michał Kwiatkowski | POL    | Etixx-Quick Step | + 0:08 min              |
| 04.   | Jakob Fuglsang     | DEN    | Astana Pro Team  | gleiche Zeit            |
| 05.   | Tejay van Garderen | USA    | BMC Racing Team  | + 0:17 min              |
| 06.   | Rui Costa          | POR    | Lampre-Merida    | + 0:24 min              |
| 07.   | Tony Gallopin      | FRA    | Lotto Soudal     | gleiche Zeit            |
| 08.   | Fabio Aru          | ITA    | Astana Pro Team  | gleiche Zeit            |
| 09.   | Rafael Valls       | ESP    | Lampre-Merida    | gleiche Zeit            |
| 10.   | Simon Špilak       | SLO    | Team Katusha     | gleiche Zeit            |

| Platz | Fahrer             | Nation | Team             | Zeit                     |
| ----- | ------------------ | ------ | ---------------- | ------------------------ |
| 01.   | Michał Kwiatkowski | POL    | Etixx-Quick Step | 19:44:11 h (38,416 km/h) |
| 02.   | Richie Porte       | AUS    | Team Sky         | + 0:01 min               |
| 03.   | Geraint Thomas     | GBR    | Team Sky         | + 0:03 min               |
| 04.   | Tejay van Garderen | USA    | BMC Racing Team  | + 0:27 min               |
| 05.   | Jakob Fuglsang     | DEN    | Astana Pro Team  | + 0:32 min               |
| 06.   | Tony Gallopin      | FRA    | Lotto Soudal     | + 0:38 min               |
| 07.   | Rui Costa          | POR    | Lampre-Merida    | + 0:41 min               |
| 08.   | Gorka Izagirre     | ESP    | Movistar Team    | + 0:44 min               |
| 09.   | Tiago Machado      | POR    | Team Katusha     | + 0:50 min               |
| 10.   | Rafael Valls       | ESP    | Lampre-Merida    | + 0:51 min               |

### 5. Etappe

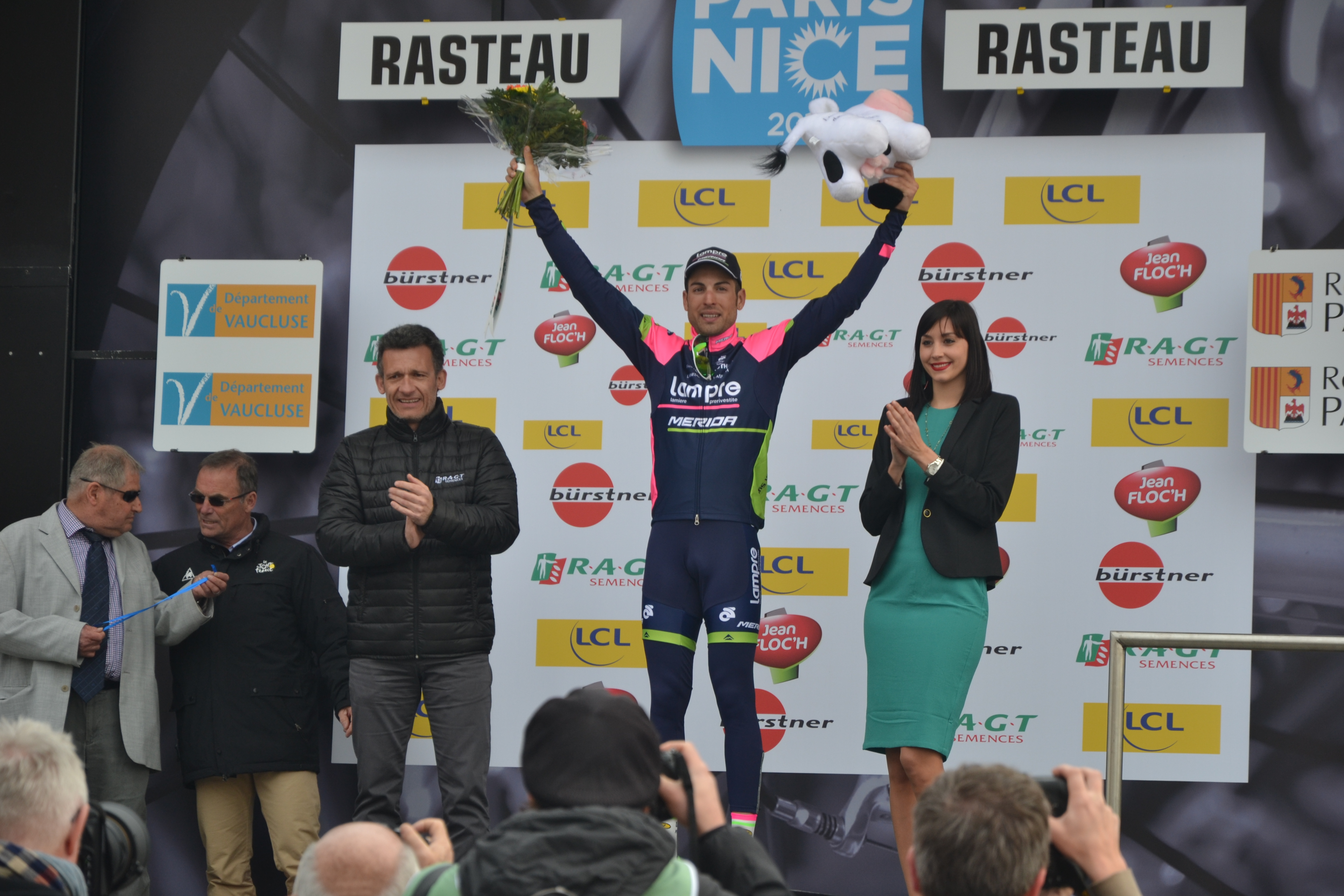
Tagessieger Davide Cimolai bei der Siegerehrung

Die fünfte Etappe fand am 13. März statt und führte als Mittelgebirgsetappe über 192,5 Kilometer von Saint-Étienne nach Rasteau. Während der Strecke gab es zwei Sprintwertungen sowie eine Bergwertungen der ersten, eine der zweiten und zwei der dritten Kategorie, also insgesamt vier Bergwertungen. Zur fünften Etappe gingen noch 154 Fahrer an den Start, die auch alle im Ziel angekommen sind. Die Etappe wurde von Davide Cimolai (LAM) vor Bryan Coquard (EUC) und Michael Matthews (OGE) gewonnen. Die Führung in der Gesamt- und in der Nachwuchswertung verteidigte Michał Kwiatkowski (EQS). Auch in der Sprint- und in der Bergwertung gab es keine Veränderung an den Führungspositionen und Michael Matthews (OGE) und Thomas De Gendt (LTS) verteidigten ihre Wertungstrikots. Beste Mannschaft nach der Etappe war weiterhin das Team Astana.
| Platz | Fahrer             | Nation | Team                         | Zeit                    |
| ----- | ------------------ | ------ | ---------------------------- | ----------------------- |
| 01.   | Davide Cimolai     | ITA    | Lampre-Merida                | 4:12:09 h (45,806 km/h) |
| 02.   | Bryan Coquard      | FRA    | Team Europcar                | gleiche Zeit            |
| 03.   | Michael Matthews   | AUS    | Orica GreenEdge              | gleiche Zeit            |
| 04.   | Nacer Bouhanni     | FRA    | Cofidis, Solutions Crédits   | gleiche Zeit            |
| 05.   | José Joaquín Rojas | ESP    | Movistar Team                | gleiche Zeit            |
| 06.   | Alexander Kristoff | NOR    | Team Katusha                 | gleiche Zeit            |
| 07.   | Matti Breschel     | DEN    | Tinkoff-Saxo                 | gleiche Zeit            |
| 08.   | Daniel McLay       | GBR    | Bretagne-Séché Environnement | gleiche Zeit            |
| 09.   | Samuel Dumoulin    | FRA    | AG2R La Mondiale             | gleiche Zeit            |
| 10.   | Sylvain Chavanel   | FRA    | IAM Cycling                  | gleiche Zeit            |

| Platz | Fahrer             | Nation | Team             | Zeit                     |
| ----- | ------------------ | ------ | ---------------- | ------------------------ |
| 01.   | Michał Kwiatkowski | POL    | Etixx-Quick Step | 23:56:20 h (39,714 km/h) |
| 02.   | Richie Porte       | AUS    | Team Sky         | + 0:01 min               |
| 03.   | Geraint Thomas     | GBR    | Team Sky         | + 0:03 min               |
| 04.   | Tejay van Garderen | USA    | BMC Racing Team  | + 0:27 min               |
| 05.   | Jakob Fuglsang     | DEN    | Astana Pro Team  | + 0:32 min               |
| 06.   | Tony Gallopin      | FRA    | Lotto Soudal     | + 0:38 min               |
| 07.   | Rui Costa          | POR    | Lampre-Merida    | + 0:41 min               |
| 08.   | Gorka Izagirre     | ESP    | Movistar Team    | + 0:44 min               |
| 09.   | Tiago Machado      | POR    | Team Katusha     | + 0:50 min               |
| 10.   | Rafael Valls       | ESP    | Lampre-Merida    | + 0:51 min               |

### 6. Etappe

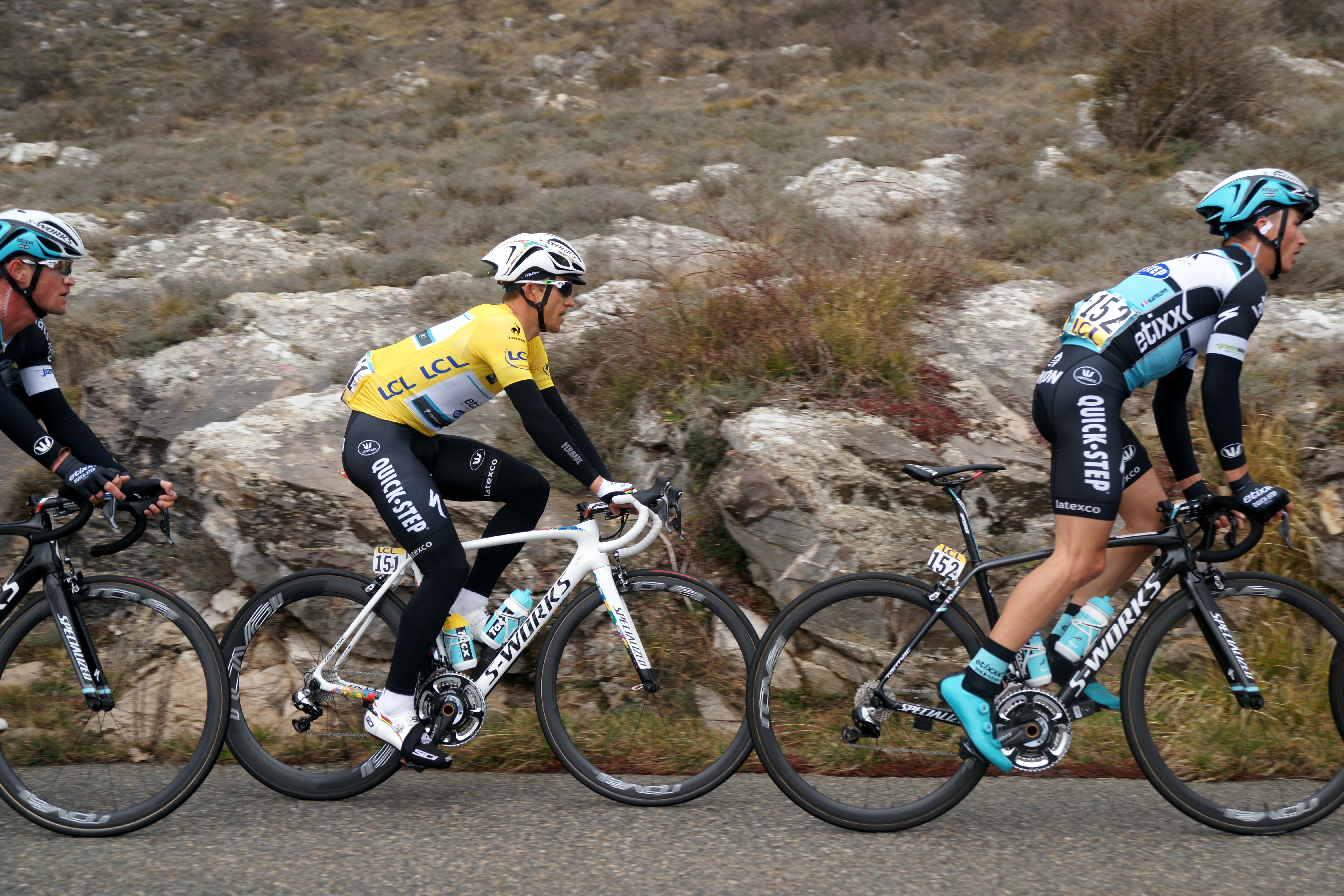
Michał Kwiatkowski während der 6. Etappe im gelben Trikot

Die sechste Etappe fand am 14. März statt und führte als Hochgebirgsetappe über 184,5 Kilometer von Vence nach Nice. Während der Strecke gab es zwei Sprintwertungen sowie drei Bergwertungen der ersten und drei der zweiten Kategorie, also insgesamt sechs Bergwertungen. Zur sechsten Etappe gingen noch 148 Fahrer an den Start, von denen wiederum 106 im Ziel angekommen sind. Die Etappe wurde von Tony Gallopin (LTS) vor Simon Špilak (KAT) und Rui Costa (LAM) gewonnen. Tony Gallopin eroberte die Führung in der Gesamtwertung. Michał Kwiatkowski (EQS) behielt aber die Führung in der Nachwuchswertung. Auch in der Sprint- und in der Bergwertung gab es keine Veränderung an den Führungspositionen und Michael Matthews (OGE) und Thomas De Gendt (LTS) verteidigten ihre Wertungstrikots. Beste Mannschaft nach der Etappe war nun das Team Sky.
| Platz | Fahrer           | Nation | Team                       | Zeit                    |
| ----- | ---------------- | ------ | -------------------------- | ----------------------- |
| 01.   | Tony Gallopin    | FRA    | Lotto Soudal               | 4:52:57 h (37,788 km/h) |
| 02.   | Simon Špilak     | SLO    | Team Katusha               | + 0:32 min              |
| 03.   | Rui Costa        | POR    | Lampre-Merida              | gleiche Zeit            |
| 04.   | Jakob Fuglsang   | DEN    | Astana Pro Team            | gleiche Zeit            |
| 05.   | Rafael Valls     | ESP    | Lampre-Merida              | + 0:35 min              |
| 06.   | Michael Valgren  | DEN    | Tinkoff-Saxo               | + 1:00 min              |
| 07.   | Tim Wellens      | BEL    | Lotto Soudal               | gleiche Zeit            |
| 08.   | Sylvain Chavanel | FRA    | IAM Cycling                | gleiche Zeit            |
| 09.   | Arthur Vichot    | FRA    | FDJ                        | gleiche Zeit            |
| 10.   | Nicolas Edet     | FRA    | Cofidis, Solutions Crédits | gleiche Zeit            |

| Platz | Fahrer             | Nation | Team             | Zeit                     |
| ----- | ------------------ | ------ | ---------------- | ------------------------ |
| 01.   | Tony Gallopin      | FRA    | Lotto Soudal     | 28:49:42 h (39,378 km/h) |
| 02.   | Richie Porte       | AUS    | Team Sky         | + 0:36 min               |
| 03.   | Michał Kwiatkowski | POL    | Etixx-Quick Step | + 0:37 min               |
| 04.   | Geraint Thomas     | GBR    | Team Sky         | + 0:38 min               |
| 05.   | Jakob Fuglsang     | DEN    | Astana Pro Team  | gleiche Zeit             |
| 06.   | Rui Costa          | POR    | Lampre-Merida    | + 0:42 min               |
| 07.   | Simon Špilak       | SLO    | Team Katusha     | + 0:53 min               |
| 08.   | Rafael Valls       | ESP    | Lampre-Merida    | + 1:01 min               |
| 09.   | Gorka Izagirre     | ESP    | Movistar Team    | + 1:19 min               |
| 10.   | Tim Wellens        | BEL    | Lotto Soudal     | + 2:00 min               |

### 7. Etappe

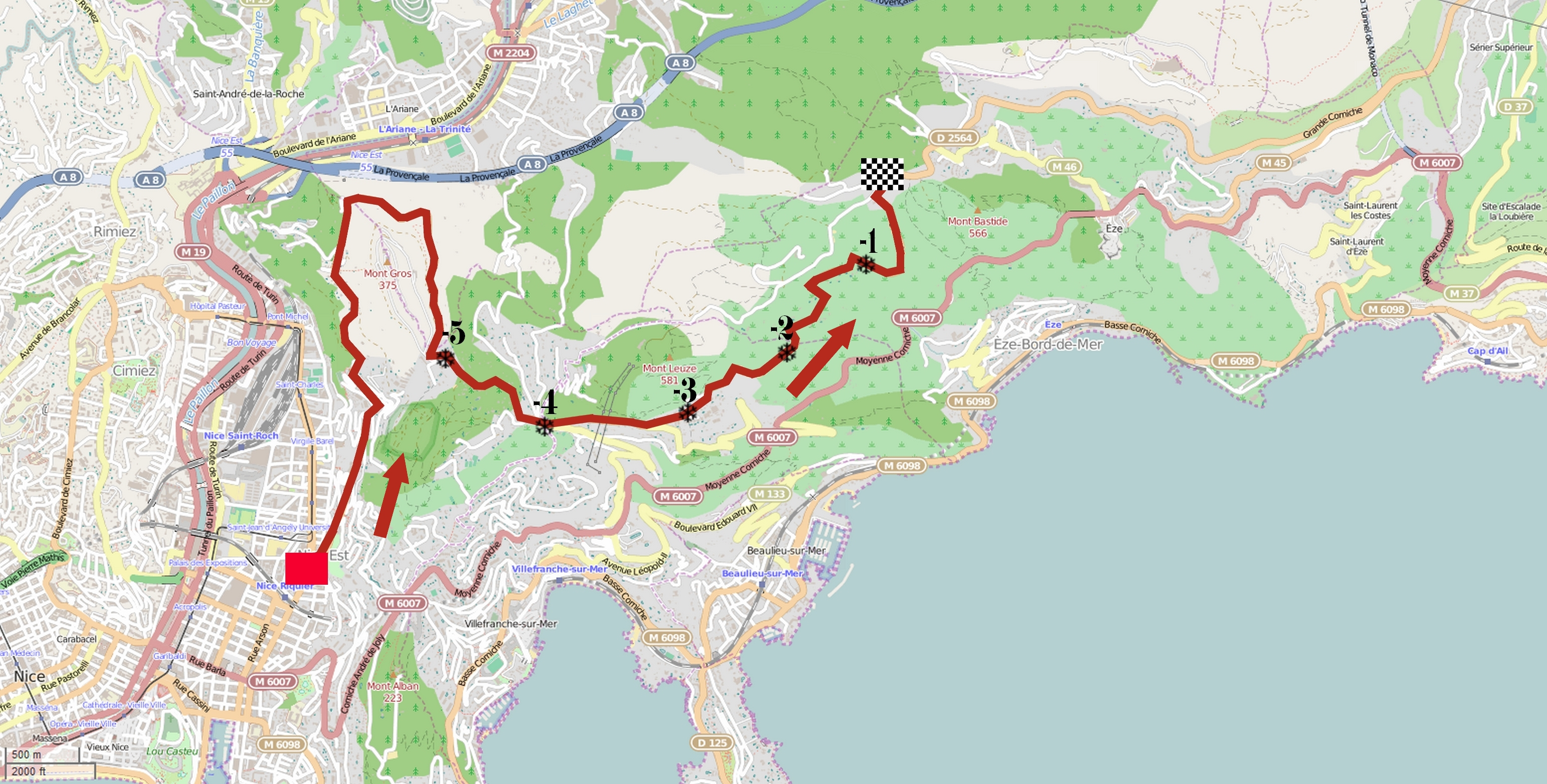
Streckenverlauf der 7. Etappe

Die siebte Etappe fand am 15. März statt und führte als Einzelzeitfahren über 9,5 Kilometer von Nice auf den Col d’Èze. Während der Strecke gab es eine Zwischenzeit sowie eine Bergwertung der ersten Kategorien. Zur siebten Etappe gingen noch 105 Fahrer an den Start, die auch alle im Ziel angekommen sind und somit die Rundfahrt beendeten. Die Etappe wurde von Richie Porte (SKY) vor Simon Špilak (KAT) und Rui Costa (LAM) gewonnen. Mit dem Etappensieg konnte Richie Porte die Gesamtführung übernehmen und die Rundfahrt somit als Sieger beenden. Bei den anderen Wertungen brachte die Etappe keine Veränderungen mehr an den Führungspositionen. Michael Matthews (OGE) gewann die Sprint-, Thomas De Gendt (LTS) die Berg- und Michał Kwiatkowski (EQS) die Nachwuchswertung. Auch das Team Sky verteidigte die Führung in der Mannschaftswertung.
| Platz | Fahrer             | Nation | Team                   | Zeit                    |
| ----- | ------------------ | ------ | ---------------------- | ----------------------- |
| 01.   | Richie Porte       | AUS    | Team Sky               | 20:23 min (27,964 km/h) |
| 02.   | Simon Špilak       | SLO    | Team Katusha           | + 0:13 min              |
| 03.   | Rui Costa          | POR    | Lampre-Merida          | + 0:24 min              |
| 04.   | Tony Martin        | GER    | Etixx-Quick Step       | + 0:29 min              |
| 05.   | Michał Kwiatkowski | POL    | Etixx-Quick Step       | gleiche Zeit            |
| 06.   | Andrew Talansky    | USA    | Team Cannondale-Garmin | + 0:37 min              |
| 07.   | Geraint Thomas     | GBR    | Team Sky               | + 0:39 min              |
| 08.   | Jon Izaguirre      | ESP    | Movistar Team          | + 0:50 min              |
| 09.   | Tim Wellens        | BEL    | Lotto Soudal           | + 0:54 min              |
| 10.   | Gorka Izagirre     | ESP    | Movistar Team          | + 0:55 min              |

| Platz | Fahrer             | Nation | Team             | Zeit                     |
| ----- | ------------------ | ------ | ---------------- | ------------------------ |
| 01.   | Richie Porte       | AUS    | Team Sky         | 29:10:41 h (39,232 km/h) |
| 02.   | Michał Kwiatkowski | POL    | Etixx-Quick Step | + 0:30 min               |
| 03.   | Simon Špilak       | SLO    | Team Katusha     | gleiche Zeit             |
| 04.   | Rui Costa          | POR    | Lampre-Merida    | gleiche Zeit             |
| 05.   | Geraint Thomas     | GBR    | Team Sky         | + 0:41 min               |
| 06.   | Tony Gallopin      | FRA    | Lotto Soudal     | + 1:03 min               |
| 07.   | Jakob Fuglsang     | DEN    | Astana Pro Team  | + 1:05 min               |
| 08.   | Rafael Valls       | ESP    | Lampre-Merida    | + 1:24 min               |
| 09.   | Gorka Izagirre     | ESP    | Movistar Team    | + 1:38 min               |
| 10.   | Tim Wellens        | BEL    | Lotto Soudal     | + 2:18 min               |

## Reglement
Die Gesamtwertung der Rundfahrt war eine Einzelwertung nach den Gesamtzeiten der Fahrer. Dabei war der Fahrer mit der geringsten Gesamtzeit der Führende in dieser Wertung. Die Gesamtzeit eines Fahrers ergab sich aus der Summe aller Zeiten auf den einzelnen Etappen. Zusätzlich gab es die Möglichkeit, während der Etappen Zeitbonifikationen zu erhalten. Bei den Etappen, die keine Zeitfahretappen waren (Etappen 1–6), gab es bei den Zielankünften für die ersten drei Fahrer Zeitbonifikationen von zehn, sechs und vier Sekunden. Außerdem gab es auf diesen Etappen jeweils zwei Zwischensprints, bei denen die ersten drei Fahrer Zeitbonifikationen von drei, zwei und einer Sekunde erhielten. Der Führende in der Gesamtwertung trug das Gelbe Trikot. Sieger der Rundfahrt wurde der Fahrer, der der Führende dieser Wertung nach der letzten Etappe war.
Die Punktewertung ergab sich aus der Summe der Punkte der Fahrer. Dabei war der Fahrer mit den meisten Punkten der Führende in dieser Sonderwertung. Punkte für diese Wertung erhielten sowohl die ersten zehn Fahrer bei den Zielankünften sowie die ersten drei Fahrer bei den Zwischensprints. Der Führende in der Punktewertung trug das Grüne Trikot. Die Punkte bei den Zielankünften und bei den Zwischensprints wurden nach folgender Punkteverteilung vergeben:
| Platz          | 1. | 2. | 3. | 4. | 5. | 6. | 7. | 8. | 9. | 10. |
| Zielankunft    | 15 | 12 | 9  | 7  | 6  | 5  | 4  | 3  | 2  | 1   |
| Zwischensprint | 3  | 2  | 1  |    |    |    |    |    |    |     |

Die Bergwertung ergab sich aus der Summe der Punkte der Fahrer, die sie bei den Bergwertungen sammelten. Dabei war der Fahrer mit den meisten Bergpunkten der Führende in dieser Sonderwertung. Punkte für diese Wertung erhielten sowohl die ersten sieben Fahrer bei den Bergwertungen der ersten Kategorie, die ersten fünf Fahrer bei den Bergwertungen der zweiten Kategorie sowie die ersten drei Fahrer bei den Bergwertungen der dritten Kategorie. Der Führende in der Bergwertung trug das rot-Gepunktete Trikot. Die Punkte bei den Bergwertungen wurden nach folgender Punkteverteilung vergeben:
| Platz       | 1. | 2. | 3. | 4. | 5. | 6. | 7. |
| Kategorie 1 | 10 | 8  | 6  | 4  | 3  | 2  | 1  |
| Kategorie 2 | 7  | 5  | 3  | 2  | 1  |    |    |
| Kategorie 3 | 4  | 2  | 1  |    |    |    |    |

Die Nachwuchswertung war die Gesamtwertung der Nachwuchsfahrer. Als Nachwuchsfahrer galten jene Fahrer, die seit dem 1. Januar 1990 geboren waren. Sie berechnete sich genauso wie die Gesamtwertung der Rundfahrt, nur dass hierbei ausschließlich die Nachwuchsfahrer klassiert wurden. Der Führende in der Nachwuchswertung trug das Weiße Trikot.
Die Teamwertung war eine Wertung nach den Gesamtzeiten der Teams. Dabei war die Mannschaft mit der geringsten Gesamtzeit die führende Mannschaft in dieser Sonderwertung. Die Gesamtzeit einer Mannschaft ergab sich aus der Summe der Zeiten der besten drei Fahrer auf den einzelnen Etappen. Die Zeitbonifikationen, die die Fahrer auf den Etappen erhielten, zählten nicht mit in diese Wertung.

## Wertungen im Tourverlauf
Die Tabelle zeigt die Führenden der jeweiligen Wertung nach Abschluss der Etappe.
| Etappe | Gesamtwertung            | Punktewertung                 | Bergwertung            | Nachwuchswertung              | Teamwertung     |
| ------ | ------------------------ | ----------------------------- | ---------------------- | ----------------------------- | --------------- |
| Prolog | Michał Kwiatkowski (EQS) | Michał Kwiatkowski (EQS) 1, 3 | nicht vergeben         | Michał Kwiatkowski (EQS) 2, 4 | BMC Racing Team |
| 1      | Michał Kwiatkowski (EQS) | Michał Kwiatkowski (EQS) 1, 3 | Jonathan Hivert (BSE)  | Michał Kwiatkowski (EQS) 2, 4 | BMC Racing Team |
| 2      | Michał Kwiatkowski (EQS) | Alexander Kristoff (KAT)      | Jonathan Hivert (BSE)  | Michał Kwiatkowski (EQS) 2, 4 | BMC Racing Team |
| 3      | Michael Matthews (OGE)   | Michael Matthews (OGE) 5      | Philippe Gilbert (BMC) | Michael Matthews (OGE) 6      | BMC Racing Team |
| 4      | Michał Kwiatkowski (EQS) | Michael Matthews (OGE) 5      | Thomas De Gendt (LTS)  | Michał Kwiatkowski (EQS) 7    | Astana Pro Team |
| 5      | Michał Kwiatkowski (EQS) | Michael Matthews (OGE) 5      | Thomas De Gendt (LTS)  | Michał Kwiatkowski (EQS) 7    | Astana Pro Team |
| 6      | Tony Gallopin (LTS)      | Michael Matthews (OGE) 5      | Thomas De Gendt (LTS)  | Michał Kwiatkowski (EQS) 7    | Team Sky        |
| 7      | Richie Porte (SKY)       | Michael Matthews (OGE) 5      | Thomas De Gendt (LTS)  | Michał Kwiatkowski (EQS) 7    | Team Sky        |
| Sieger | Richie Porte (SKY)       | Michael Matthews (OGE)        | Thomas De Gendt (LTS)  | Michał Kwiatkowski (EQS)      | Team Sky        |

Anmerkungen zur Tabelle:

## Ergebnis

### Endstand

#### Gesamtwertung
Die Gesamtwertung entschied der Australier Richie Porte (SKY) mit einer Gesamtzeit von 29:10:41 Stunden für sich. Er eroberte das Gelbe Trikot erst auf der letzten Etappe durch seinen zweiten Etappensieg bei der Rundfahrt. Den zweiten Platz belegte der Pole Michał Kwiatkowski (EQS) mit 30 Sekunden Rückstand. Mit dem gleichen Rückstand auf den Gesamtsieger folgte auf dem dritten Rang der Slowene Simon Špilak (KAT). In der Gesamtwertung waren nach der letzten Etappe 105 von 160 gestarteten Fahrer klassiert.
| Platz | Fahrer             | Nation | Team             | Zeit                     |
| ----- | ------------------ | ------ | ---------------- | ------------------------ |
| 01.   | Richie Porte       | AUS    | Team Sky         | 29:10:41 h (39,232 km/h) |
| 02.   | Michał Kwiatkowski | POL    | Etixx-Quick Step | + 0:30 min               |
| 03.   | Simon Špilak       | SLO    | Team Katusha     | gleiche Zeit             |
| 04.   | Rui Costa          | POR    | Lampre-Merida    | gleiche Zeit             |
| 05.   | Geraint Thomas     | GBR    | Team Sky         | + 0:41 min               |
| 06.   | Tony Gallopin      | FRA    | Lotto Soudal     | + 1:03 min               |
| 07.   | Jakob Fuglsang     | DEN    | Astana Pro Team  | + 1:05 min               |
| 08.   | Rafael Valls       | ESP    | Lampre-Merida    | + 1:24 min               |
| 09.   | Gorka Izagirre     | ESP    | Movistar Team    | + 1:38 min               |
| 10.   | Tim Wellens        | BEL    | Lotto Soudal     | + 2:18 min               |

#### Punktewertung

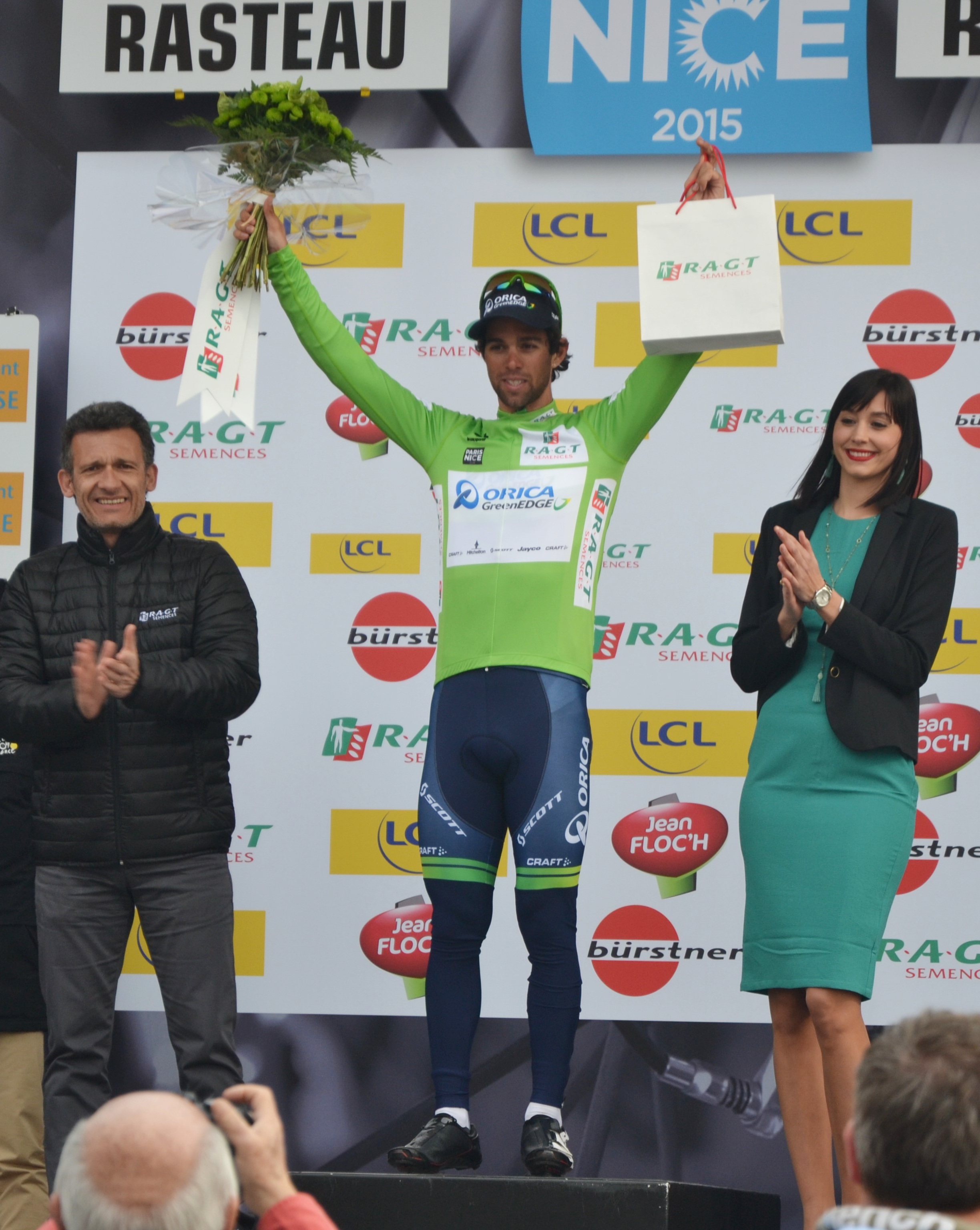
Sieger der Punktewertung Michael Matthews im grünen Trikot nach der 5. Etappe

Die Punktewertung gewann der Australier Michael Matthews (OGE) mit 38 Punkten. Er eroberte das Grüne Trikot auf der 3. Etappe durch seinen einzigen Etappensieg bei der Rundfahrt und verteidigte es bis zum Ende. Auf den Plätzen zwei und drei folgten der Norweger Alexander Kristoff (KAT) mit 32 Punkten und der Australier Richie Porte (SKY) mit 30 Punkten. Insgesamt konnten 40 Fahrer Punkte in dieser Wertung erreichen, die auch die Rundfahrt beendeten.
| Platz | Fahrer             | Nation | Team             | Punkte |
| ----- | ------------------ | ------ | ---------------- | ------ |
| 1.    | Michael Matthews   | AUS    | Orica GreenEdge  | 38     |
| 2.    | Alexander Kristoff | NOR    | Team Katusha     | 32     |
| 3.    | Richie Porte       | AUS    | Team Sky         | 30     |
| 4.    | Michał Kwiatkowski | POL    | Etixx-Quick Step | 30     |
| 5.    | Simon Špilak       | SLO    | Team Katusha     | 25     |

#### Bergwertung

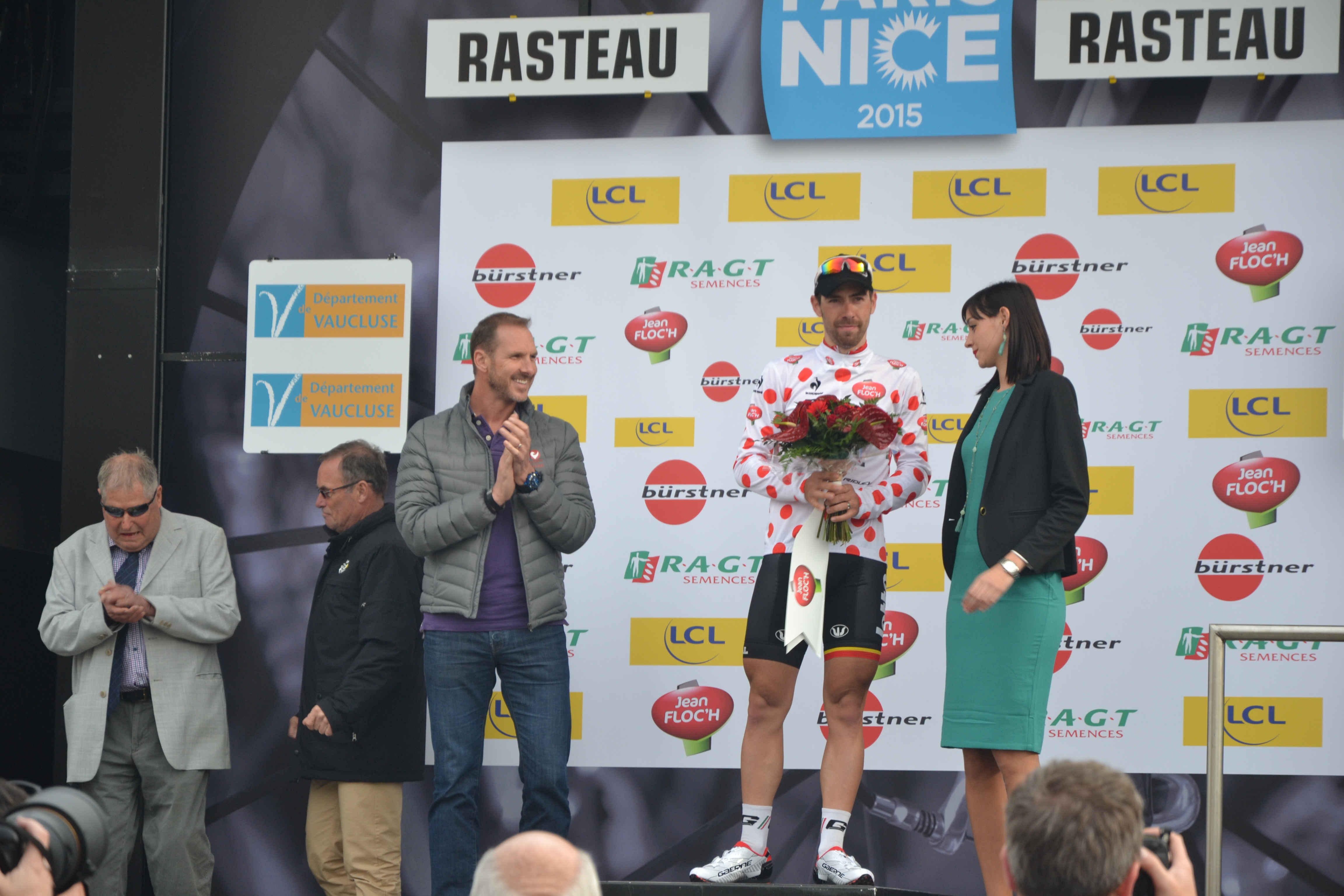
Sieger der Bergwertung Thomas De Gendt im rot-gepunkteten Trikot nach der 5. Etappe

Die Bergwertung gewann der Belgier Thomas De Gendt (LTS) mit 78 Punkten. Er eroberte das rot-Gepunktete Trikot auf der 4. Etappe und verteidigte es bis zum Ende. Auf den Plätzen zwei und drei folgten der Australier Richie Porte (SKY) mit 26 Punkten und der Belgier Philippe Gilbert (BMC) mit 21 Punkten. Insgesamt konnten 39 Fahrer Punkte in dieser Wertung erreichen, die auch die Rundfahrt beendeten.
| Platz | Fahrer               | Nation | Team            | Punkte |
| ----- | -------------------- | ------ | --------------- | ------ |
| 1.    | Thomas De Gendt      | BEL    | Lotto Soudal    | 78     |
| 2.    | Richie Porte         | AUS    | Team Sky        | 26     |
| 3.    | Philippe Gilbert     | BEL    | BMC Racing Team | 21     |
| 4.    | Chris Anker Sørensen | DEN    | Tinkoff-Saxo    | 21     |
| 5.    | Lars Boom            | NED    | Astana Pro Team | 20     |

#### Nachwuchswertung

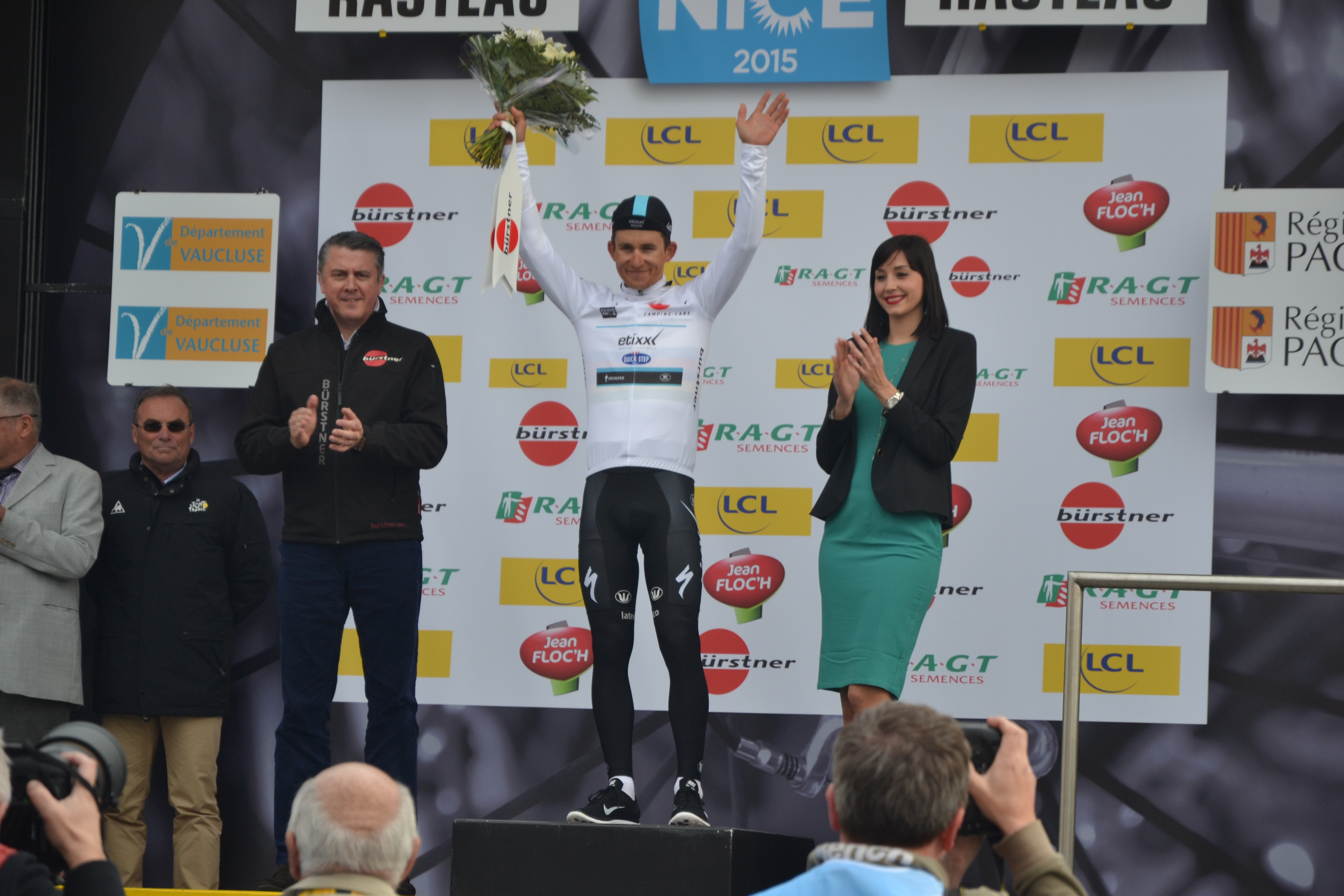
Sieger der Nachwuchswertung Michał Kwiatkowski im weißen Trikot nach der 5. Etappe

Die Nachwuchswertung entschied der Pole Michał Kwiatkowski (EQS), der Zweiter der Gesamtwertung wurde, mit einer Gesamtzeit von 29:11:11 Stunden für sich. Er eroberte das Weiße Trikot bereits während des Prologs, verlor es dann bei der 3. Etappe an Michael Matthews (OGE) und eroberte es während 4. Etappe zurück und verteidigte es dann bis zum Ende der Tour. Den zweiten Platz in dieser Wertung belegte der Belgier Tim Wellens (LTS) mit 1:48 Minuten Rückstand. Auf ihn folgte der Franzose Romain Bardet (ALM) mit 3:32 Minuten Rückstand auf den Sieger dieser Sonderwertung. In der Gesamtwertung waren nach der letzten Etappe 23 von 35 gestarteten Nachwuchsfahrer klassiert.
| Platz | Fahrer             | Nation | Team                | Zeit                     |
| ----- | ------------------ | ------ | ------------------- | ------------------------ |
| 1.    | Michał Kwiatkowski | POL    | Etixx-Quick Step    | 29:11:11 h (39,220 km/h) |
| 2.    | Tim Wellens        | BEL    | Lotto Soudal        | + 01:48 min              |
| 3.    | Romain Bardet      | FRA    | AG2R La Mondiale    | + 03:32 min              |
| 4.    | Wilco Kelderman    | NED    | Team Lotto NL-Jumbo | + 04:51 min              |
| 5.    | Bob Jungels        | LUX    | Trek Factory Racing | + 13:42 min              |

#### Teamwertung
Die Teamwertung gewann die britische Mannschaft Sky in einer Gesamtzeit von 87:41:05 Stunden. Auf den weiteren Plätzen folgten das spanische Team Movistar und das belgische Team Etixx-Quick Step mit 6:35 bzw. 8:57 Minuten Rückstand. In dieser Wertung waren die 20 teilnehmenden Mannschaften klassiert.
| Platz | Team             | Nation | Zeit                     |
| ----- | ---------------- | ------ | ------------------------ |
| 1.    | Team Sky         | GBR    | 87:41:05 h (39,164 km/h) |
| 2.    | Movistar Team    | ESP    | + 06:35 min              |
| 3.    | Etixx-Quick Step | BEL    | + 08:57 min              |
| 4.    | AG2R La Mondiale | FRA    | + 14:10 min              |
| 5.    | Lampre-Merida    | ITA    | + 16:19 min              |

### UCI WorldTour
Paris–Nizza war innerhalb der UCI WorldTour 2015 ein Rennen der 3. Kategorie. Deshalb erhielten die zehn besten Fahrer der Gesamtwertung sowie die fünf besten Fahrer der einzelnen Etappen – vorausgesetzt sie fahren für ein UCI WorldTeam – Punkte für das UCI WorldTour Ranking mit folgender Punkteverteilung:
| Platzierung | 1.  | 2. | 3. | 4. | 5. | 6. | 7. | 8. | 9. | 10. |
| Punkte      | 100 | 80 | 70 | 60 | 50 | 40 | 30 | 20 | 10 | 4   |

| Platzierung | 1. | 2. | 3. | 4. | 5. |
| Punkte      | 6  | 4  | 2  | 1  | 1  |

Für das UCI WorldTour Ranking konnten 24 Fahrer Punkte sammeln.
| Platz | Fahrer             | Nation | Team                | Punkte |
| ----- | ------------------ | ------ | ------------------- | ------ |
| 01.   | Richie Porte       | AUS    | Team Sky            | 112    |
| 02.   | Michał Kwiatkowski | POL    | Etixx-Quick Step    | 089    |
| 03.   | Simon Špilak       | SLO    | Team Katusha        | 078    |
| 04.   | Rui Costa          | POR    | Lampre-Merida       | 064    |
| 05.   | Geraint Thomas     | GBR    | Team Sky            | 054    |
| 06.   | Tony Gallopin      | FRA    | Lotto Soudal        | 046    |
| 07.   | Jakob Fuglsang     | DEN    | Astana Pro Team     | 032    |
| 08.   | Rafael Valls       | ESP    | Lampre-Merida       | 021    |
| 09.   | Davide Cimolai     | ITA    | Lampre-Merida       | 010    |
| 09.   | Gorka Izagirre     | ESP    | Movistar Team       | 010    |
| 11.   | Michael Matthews   | AUS    | Orica GreenEdge     | 009    |
| 12.   | Alexander Kristoff | NOR    | Team Katusha        | 007    |
| 13.   | André Greipel      | GER    | Lotto Soudal        | 006    |
| 14.   | Arnaud Démare      | FRA    | FDJ                 | 004    |
| 14.   | Rohan Dennis       | AUS    | BMC Racing Team     | 004    |
| 14.   | Tim Wellens        | BEL    | Lotto Soudal        | 004    |
| 17.   | Tony Martin        | GER    | Etixx-Quick Step    | 003    |
| 17.   | Giacomo Nizzolo    | ITA    | Trek Factory Racing | 003    |
| 17.   | José Joaquín Rojas | ESP    | Movistar Team       | 003    |
| 20.   | John Degenkolb     | GER    | Team Giant-Alpecin  | 002    |
| 21.   | Lars Boom          | NED    | Astana Pro Team     | 001    |
| 21.   | Heinrich Haussler  | AUS    | IAM Cycling         | 001    |
| 21.   | Luis León Sánchez  | ESP    | Astana Pro Team     | 001    |
| 21.   | Tejay van Garderen | USA    | BMC Racing Team     | 001    |